# 国立病院機構東尾張病院
独立行政法人国立病院機構東尾張病院（ひがしおわりびょういん）は、愛知県名古屋市守山区大森北にある独立行政法人国立病院機構が運営する精神科病院である。旧国立療養所東尾張病院。政策医療分野における精神疾患の専門医療施設である。入院病棟は第1病棟から第6病棟までの5棟ある（第4病棟は存在しない。第5病棟は閉鎖中）。

## 沿革
- 1946年（昭和21年）10月 - 結核療養所「日本医療団志段味荘」として発足。
- 1947年（昭和22年）4月 - 日本医療団から厚生省へ移管され「国立療養所大府荘分院」となる。
- 1950年（昭和25年）4月 - 「国立療養所志段味荘」に名称を変更。
- 1969年（昭和44年）9月 - 結核療養所から精神療養所に転換。
- 1974年（昭和49年）4月 - 「国立療養所東尾張病院」に名称を変更。
- 2004年（平成16年）4月 - 独立行政法人国立病院機構に移行し「独立行政法人国立病院機構東尾張病院」に名称を変更。
- 2020年（令和2年）3月 - 結核病床4床を含む第5病棟を閉鎖。

## 診療科目
- 精神科
- 神経科
- 内科
- 歯科

## 指定医療機関
- 保険医療機関
- 精神保健福祉法指定医療機関
- 戦傷病者特別援護法指定医療機関
- 生活保護法指定医療機関
- 原爆医療指定医療機関
- 労災保険指定病院
- 医療観察法に基づく指定入院医療機関

## 交通アクセス
- 名古屋市営地下鉄東山線「藤が丘駅」から名古屋市営バス（藤丘12）に乗り換え「東尾張病院南」バス停で下車。
- JR中央本線・名古屋市営地下鉄名城線・名鉄瀬戸線「大曽根駅」（または名古屋市営地下鉄名城線「ナゴヤドーム前矢田駅」「砂田橋駅」）から名古屋ガイドウェイバス志段味線（ゆとりーとライン・志段味スポーツランド経由中志段味行）に乗り換え「東尾張病院」バス停で下車。
- 名鉄瀬戸線「印場駅」から徒歩で約20分。名古屋市営バス（志段味巡回）に乗り換え「東尾張病院南」バス停で下車。また、近くにある「印場」バス停から上述の名古屋市営バス（藤丘12）に乗り換え「東尾張病院南」バス停で下車することも可能。
- この他にも、JR中央本線「神領駅」、名鉄瀬戸線「旭前駅」、名古屋市営地下鉄東山線「藤が丘駅」から病院まで無料送迎バスが出ている。
- 尾張旭市営バス「あさぴー号」は病院近くを通るものの、通過するだけで至近にバス停は存在しない。最寄り停留所は「旭労災病院」「労災病院口」「桜ケ丘町一丁目」など。